# Encefalitis transmitida por garrapatas
La encefalitis transmitida por garrapatas o meningoencefalitis de garrapata (TBE) es una infección viral causada por el virus de la encefalitis por garrapatas (TBEV),· un miembro del género Flavivirus, de la familia Flaviviridae, grupo IV del orden sin clasificar. La transmisión del virus parece ser casi siempre vectorial, en Europa fundamentalmente por las garrapatas (Ixodes ricinus). La enfermedad afecta a la mayor parte de los mamíferos, entre ellos los humanos. El número de casos aumenta en la mayoría de los países, excepto Austria.

## Variedades
Existen tres variedades: la europea, la del Lejano Oriente y la siberiana. El virus forma parte de un complejo que integran diferentes variantes que se conocen con numerosos nombres: virus Powassan, virus de la encefalomielitis ovina, virus de la selva de Kyasanur, virus de la fiebre hemorrágica de Omsk y virus de Langat. La encefalitis verno-estival rusa (meningoencefalitis verno estival, MEVE) y la encefalitis de Europa Central son dos enfermedades causadas por dos subtipos del mismo virus, que son sin embargo diferentes, tanto por la intensidad del cuadro clínico como por el vector o la especificidad antigénica y el análisis molecular del virus.

## Presentación
El virus puede infectar el cerebro (encefalitis), las membranas que rodean el cerebro y la médula espinal (meningitis) o los dos (meningoencefalitis).

## Zonas endémicas
Es la arbovirosis (virus transmitidos por artrópodos hematófagos) europea más importante. Se han identificado zonas de riesgo y bolsas de alta incidencia. En Francia, sobre todo en el este y Alsacia en particular. Pero sobre todo se encuentra presente en la ex URSS, los Balcanes y en Europa central: Polonia, Chequia, Eslovaquia, Hungría, Yugoslavia, Alemania (Baviera y Baden-Wurtemberg, sobre todo), Austria y Suiza. Al este, la zona de riesgo se extiende más allá de Rusia hasta Japón.
Posteriormente se ha identificado también en los países bálticos (Letonia, sobre todo), en Italia y en Francia, allí donde los animales de caza, los roedores y las garrapatas son abundantes, esencialmente dentro y alrededor de los bosques.
Rusia y Europa presentan entre 10 y 12 000 casos humanos cada año. La ex Unión Soviética ha realizado un importante esfuerzo de investigación sobre todas las enfermedades transmitidas por garrapatas, incluido el virus TBEV. Los continentes americano y australiano no presentan virus TBEV.

## Otras enfermedades transmitidas por garrapatas
- Anaplasmosis humana
- Rickettsiosis.

## Prevención
Las personas que han sufrido una picadura de garrapata en una zona de riesgo pueden beneficiarse de una seroprotección (inyección de inmunoglobulinas específicas), siempre y cuando la inyección se suministre cuatro días después de ocurrir la picadura. El suero está disponible en algunos países (Suiza, Alemania). Además, existe una vacuna eficaz y bien tolerada que se comercializa en ciertos países.